# Popillia constantioides
Popillia constantioides är en skalbaggsart som beskrevs av Limbourg 2008. Popillia constantioides ingår i släktet Popillia och familjen Rutelidae. Inga underarter finns listade i Catalogue of Life.